# Tom Palmer
Tom Palmer (Nueva York, 13 de julio de 1942-18 de agosto de 2022) fue un entintador de cómics estadounidense reconocido por su trabajo para Marvel Comics.

## Biografía
Aunque Tom Palmer realizó algunos trabajos de dibujo a lápiz, también participó dibujando portadas y coloreando algunos cómics. La gran mayoría de su producción artística se desarrolló en la década de los 60 donde hizo grandes trabajos de entintado especialmente para Marvel Comics como artista independiente, se une a dibujantes como John Buscema para el desarrollo de la serie "Conan el Bárbaro" y "Los Vengadores", a Neal Adams para "The Avengers (Los Vengadores)" y "Uncanny X-men", con Gene Colan para trabajos del "Doctor Strange" y "Daredevil" y "la Tumba de Drácula".
Se encargó de entintar el trabajo de John Byrne para los "X-Men: The Hidden Years".
A lo largo de su carrera, Palmer ganó varios premios, entre ellos el Premio Alley de 1969 al Mejor Artista de entintado. Palmer también fue nombrado el Inker n.º 3 de American Comics por Atlas Comics y ha influido en las generaciones posteriores de entintadores como Klaus Janson, Josef Rubinstein y Bob McLeod.